# Identyfikacyjna karta grupy krwi
Identyfikacyjna karta grupy krwi, pot. krewkarta – dokument pozwalający ustalić ratownikom medycznym grupę krwi ofiar wypadków oraz pracownikom systemu opieki zdrowotnej w Polsce, dla których ta informacja jest niezbędna. Jest jedynym dokumentem, obok legitymacji honorowego dawcy krwi, na podstawie którego można dokonać transfuzji krwi z pominięciem czasochłonnego laboratoryjnego ustalania grupy krwi. Posiadanie identyfikacyjnej karty grupy krwi jest nieobowiązkowe, a jej wydanie jest płatne. W Regionalnych Centrach Krwiodawstwa i Krwiolecznictwa można zamówić kartę bezpłatnie lub z pewną odpłatnością po kilkukrotnym honorowym oddaniu krwi. Zasady wydawania i zasady odpłatności określa dyrektor Centrum Krwiodawstwa i Krwiolecznictwa w trybie zarządzenia.

Przeczytaj ostrzeżenie dotyczące informacji medycznych i pokrewnych zamieszczonych w Wikipedii.